# Acusilas coccineus
Acusilas coccineus är en spindelart som beskrevs av Simon 1895. Acusilas coccineus ingår i släktet Acusilas och familjen hjulspindlar. Inga underarter finns listade i Catalogue of Life.

## Bildgalleri

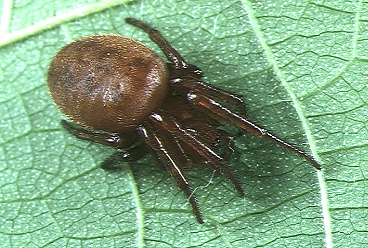
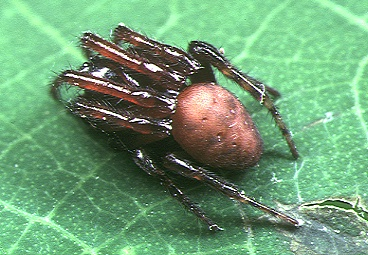
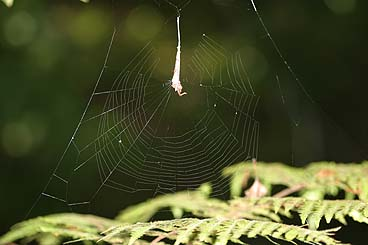